# Lễ hội Chopin quốc tế tại Duszniki-Zdrój
Lễ hội Chopin quốc tế là một sự kiện âm nhạc thường niên theo chu kỳ diễn ra vào đầu tháng 8 tại thị trấn Duszniki-Zdrój. Đây là lễ hội piano hoạt động lâu đời nhất trên thế giới  và là lễ hội âm nhạc lâu đời nhất Ba Lan . Giám đốc nghệ thuật hiện tại của lễ hội là giáo sư Piotr Paleczny . Buổi hòa nhạc diễn ra trong <i>Nhà của Chopin</i> (Dworek Chopina).

## Lịch sử
Lễ hội đầu tiên diễn ra vào ngày 25 và 26 tháng 8 năm 1946 để kỷ niệm 120 năm Chopin biểu diễn tại Duszniki. Các ngôi sao tham gia lễ hội là Zofia Rabcewicz và Henryk Sztompka . Việc tổ chức Lễ hội Chopin ngay sau khi Thế chiến II kết thúc có ý nghĩa to lớn, thể hiện lòng yêu nước của người dân Ba Lan đối với Lãnh thổ được phục hồi. Wojciech Dzieduszycki thuyết phục nhiều nghệ sĩ piano xuất sắc tham gia Lễ hội.
Thị trấn Duszniki được chọn làm nơi tổ chức vì vào tháng 8 năm 1826, Fryderyk Chopin (lúc đó 16 tuổi) cùng với mẹ và các chị gái (Ludwika và Emilia) đến đây. Và đó là lần đầu tiên chàng thanh niên Chopin tổ chức buổi hòa nhạc (từ thiện) đầu tiên ở nước ngoài .
Trong lễ hội Chopin lần thứ hai được tổ chức vào năm 1947, một tấm bia kỷ niệm dựng lên tại tượng đài Chopin gần Dworek .
Vào năm 1946 – 1972, Viện Fryderyk Chopin chịu trách nhiệm tổ chức lễ hội. Đến năm 1973, công việc này được giao phó cho Hiệp hội âm nhạc Dolnośląskie tiếp quản tại Wrocław .
Hiện tại, lễ hội Chopin quốc tế luôn có sự tham gia của những nhà vô địch của các cuộc thi piano lớn trên thế giới .

## Giám đốc nghệ thuật[4]
| Tên              | Ảnh | Giai đoạn   |
| ---------------- | --- | ----------- |
| Jerzy Jankowski  |     | 1973 - 1974 |
| Tadeusz Strugała |     | 1975 - 1985 |
| Marek Pijarowski |     | 1986-1987   |
| Jerzy Swoboda    |     | 1988-1992   |
| Piotr Paleczny   |     | 1993 - nay  |

## Một số hình ảnh

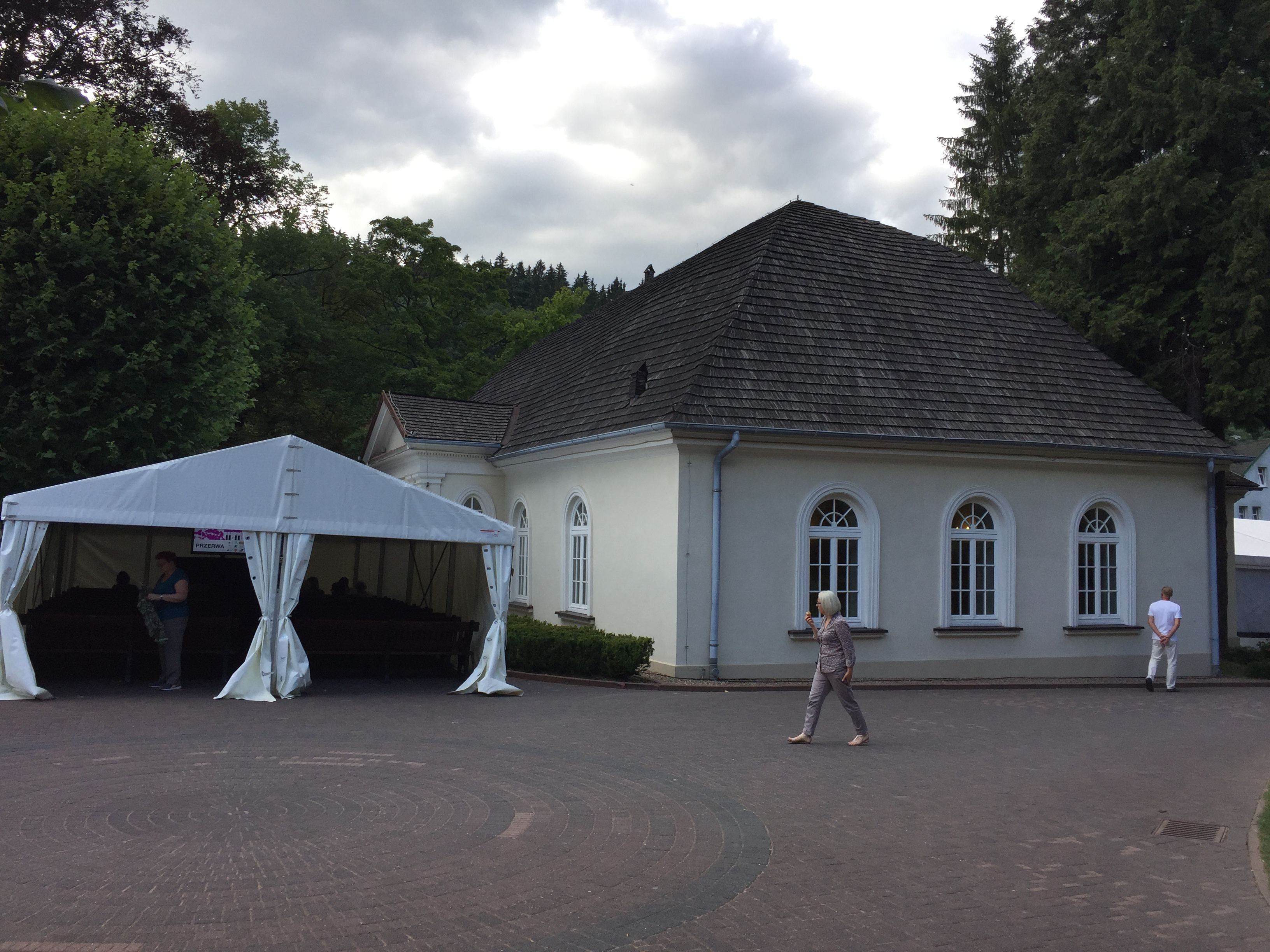
Trang viên của Chopin với một hội trường tạm thời (được dựng trong suốt thời gian diễn ra Lễ hội).
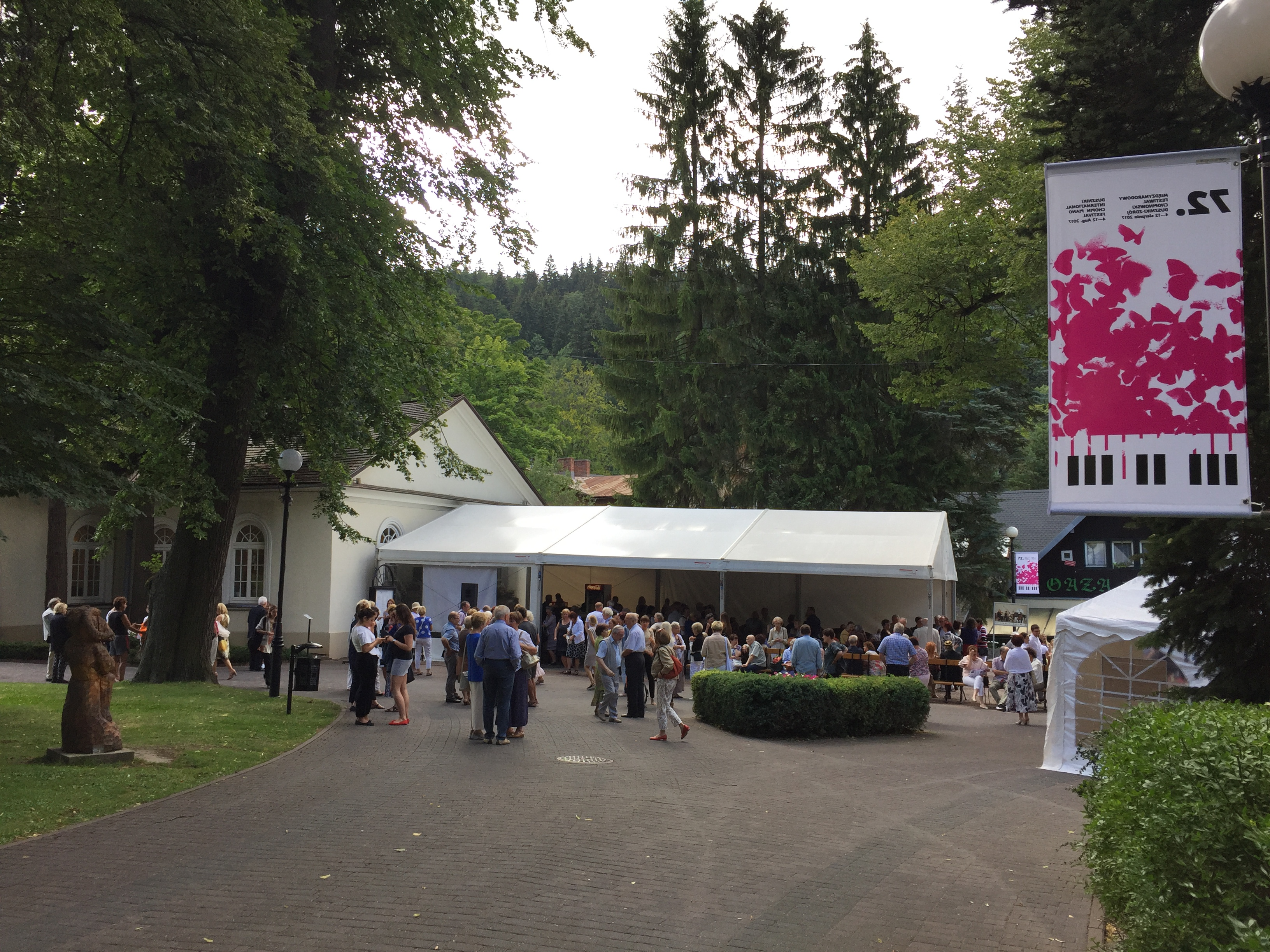
Thời gian nghỉ giải lao trong buổi biểu diễn chiều (Lễ hội lần thứ 72)
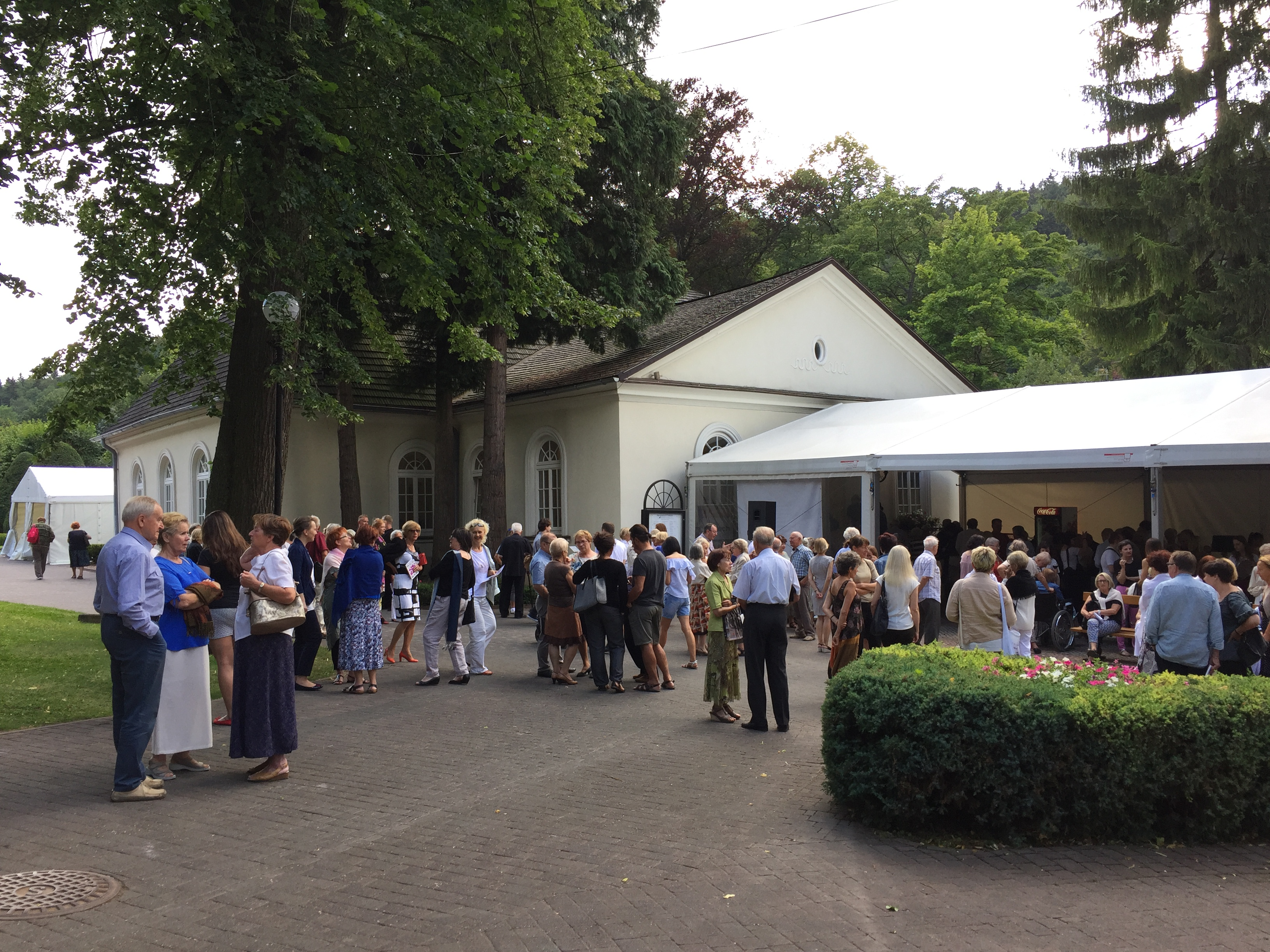
Thời gian nghỉ giải lao trong buổi biểu diễn chiều (Lễ hội lần thứ 72)
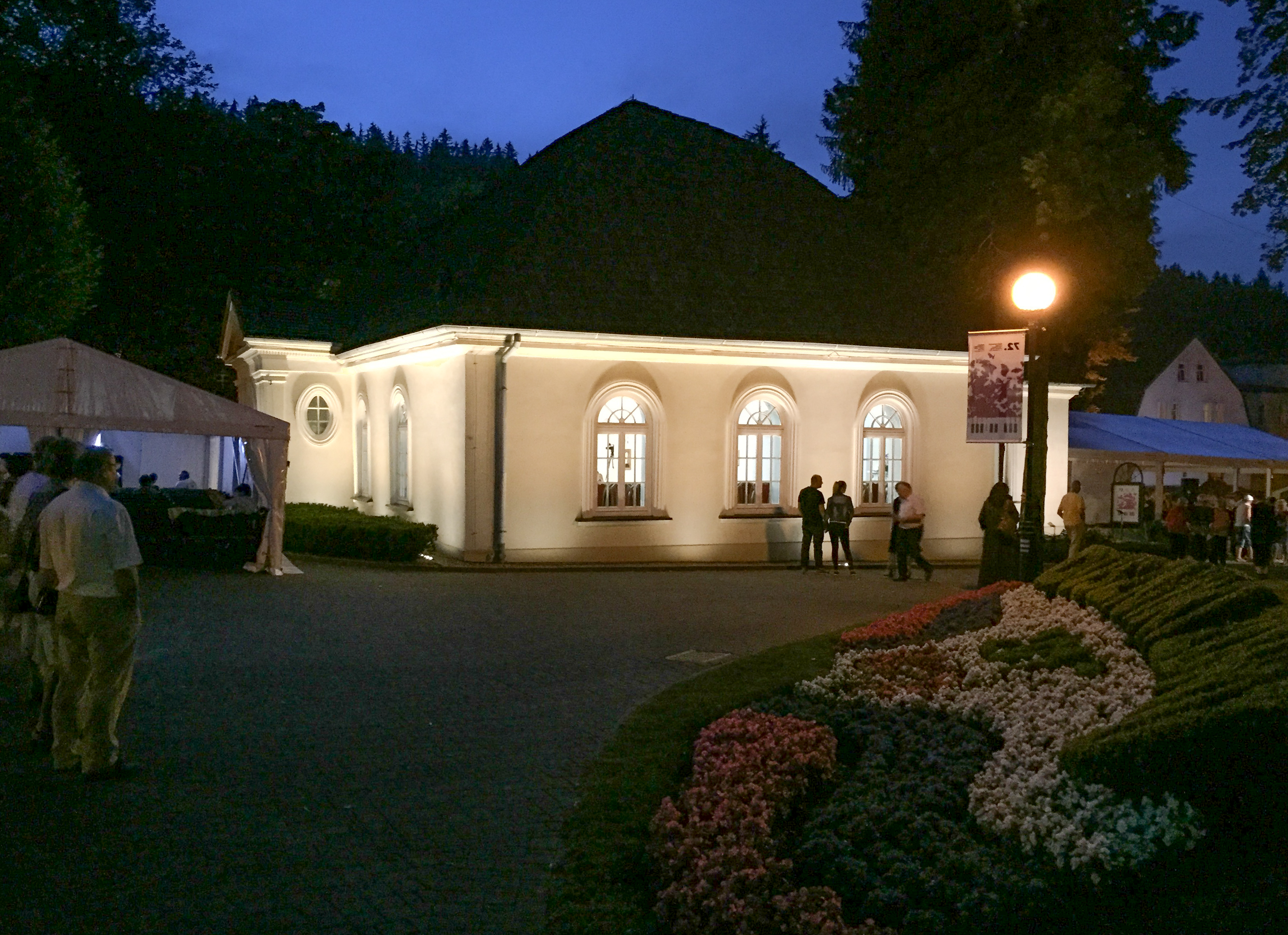
Trang viên Chopin buổi tối
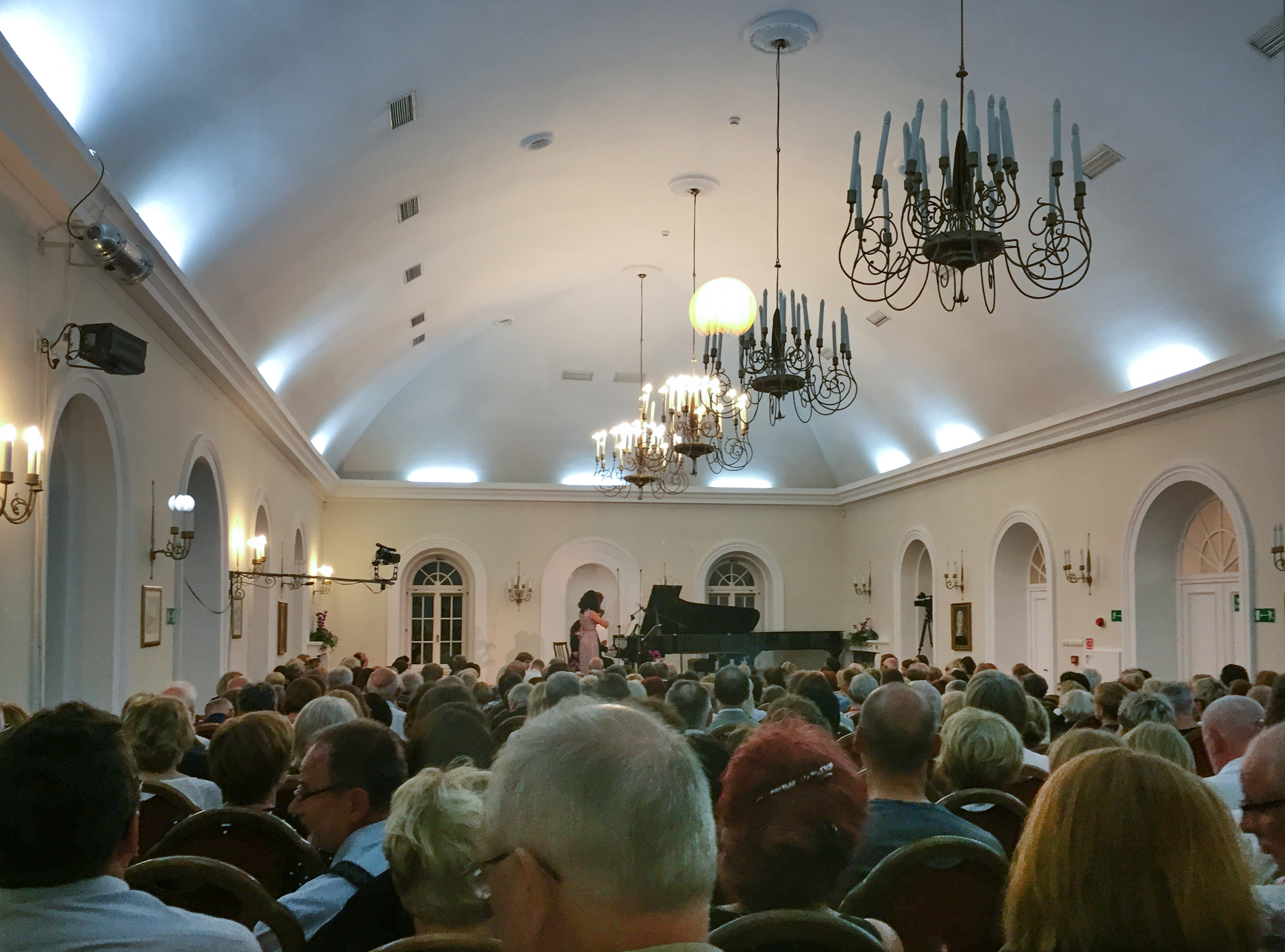
Buổi tối
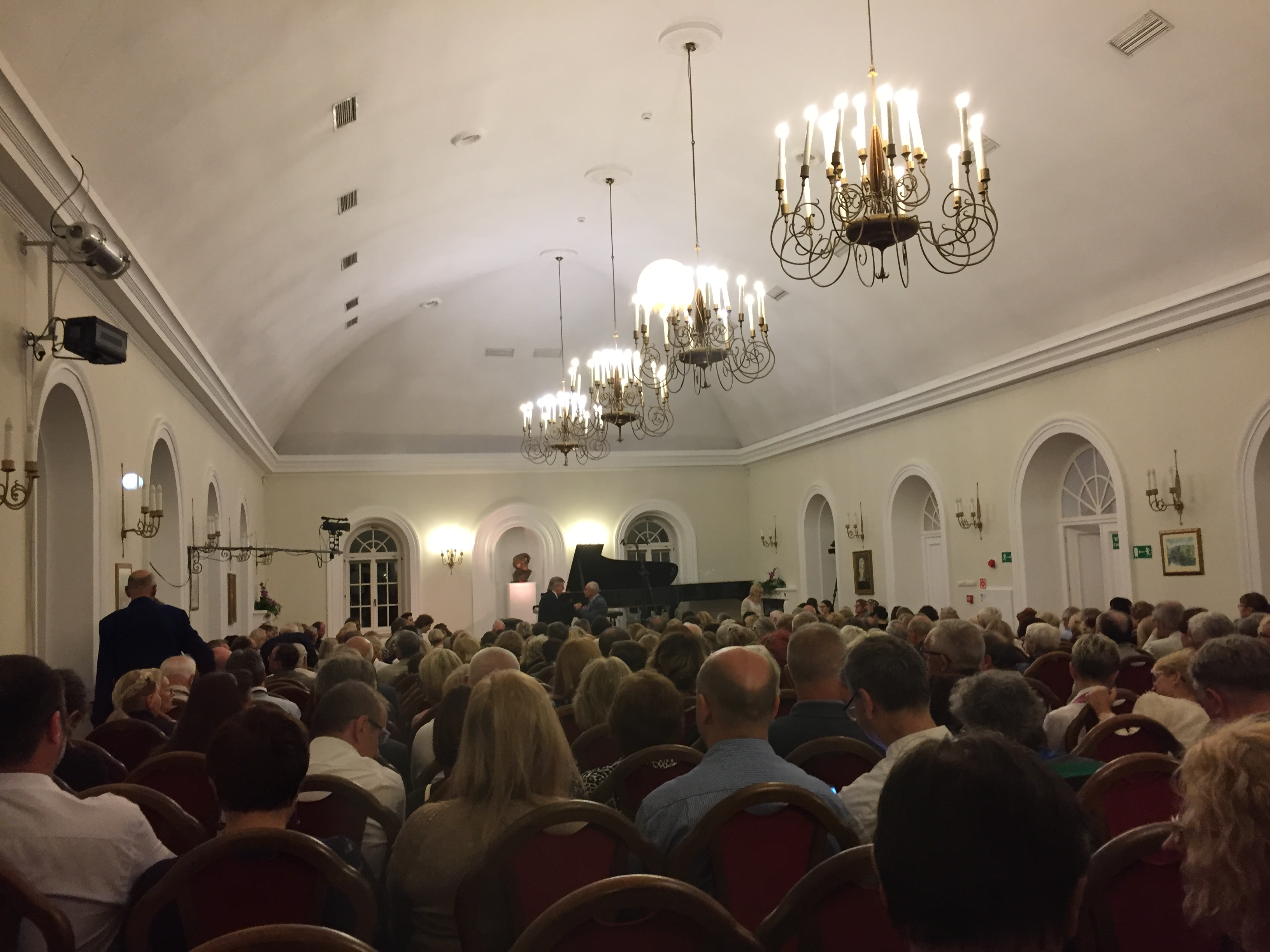
Lễ hội
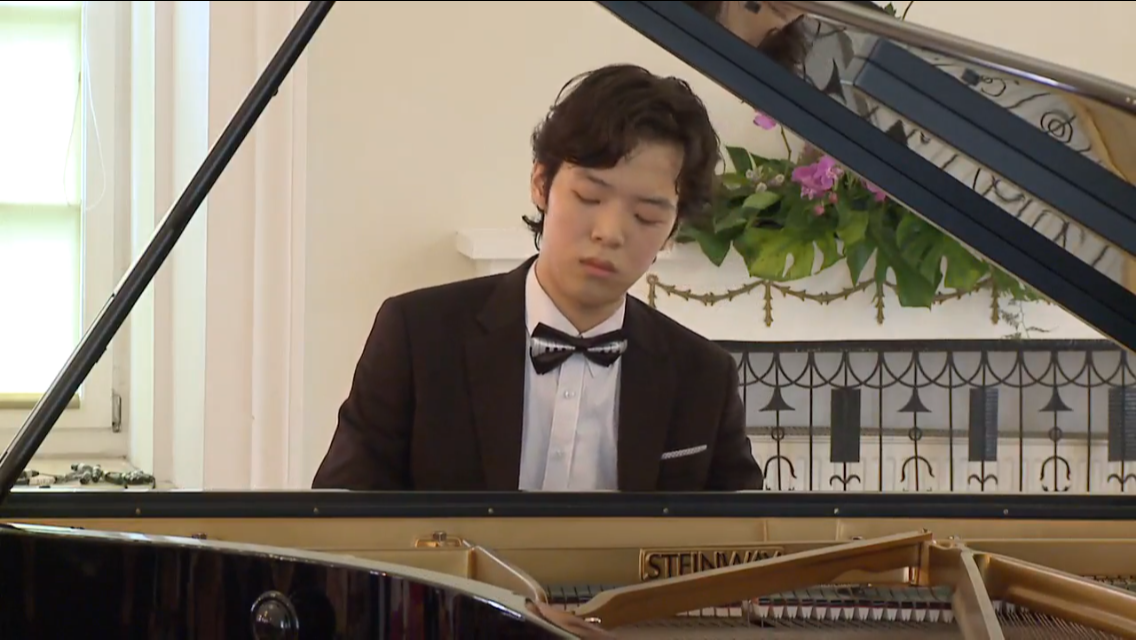
Hyuk Lee trong buổi biểu diễn tại Lễ hội Chopin quốc tế lần thứ 72